# 도쿠쓰 다카히로
도쿠쓰 다카히로(일본어: 得津 高宏, 1947년 4월 12일 ~ )는 일본의 전 프로 야구 선수이자 야구 지도자, 야구 해설가·평론가이다. 와카야마현 와카야마시 출신이며 현역 시절 포지션은 투수였다.

## 인물
PL가쿠엔 고등학교 3학년 때인 1965년에는 2학년이자 에이스인 가토 에이지를 앞세우고 1965년 춘계 선발 대회(제37회 선발 고등학교 야구 대회)에 출전했다. 자신은 좌익수로서 동기인 후쿠시마 히사아키, 나가이 시게오와 함께 클린업 타선을 구성했지만 준준결승에서 다카마쓰 상업고등학교(가가와현)의 고사카 도시히코에게 막혀 팀은 패했다. 같은 해 하계 오사카부 예선 준결승에서 후쿠모토 유타카가 소속된 다이테쓰 고등학교와 상대했지만 팀은 졌다. 1965년 제1차 드래프트 회의에서 긴테쓰 버펄로스로부터 8순위 지명을 받았지만 입단 거부했고 졸업 후 쿠라레 오카야마에 입사했다.
1966년 드래프트 6순위로 도쿄 오리온스에 입단했는데 1969년 이후의 외야수가 조지 올트먼, 이케베 이와오, 앨트 로페즈 등 3명으로 고정됐고 도쿠쓰 자신도 준주전으로서 활약하는 기간이 길었다. 그런 상황에서 점차 힘을 키우기 시작하여 1974년에는 주전 우익수 자리를 확보했다. 비록 규정 타석에는 도달하지 못했지만 타율 0.309를 기록해 팀 통산 4번째 리그 우승과 2번째 일본 시리즈 우승에 기여했다. 그해 주니치 드래건스와 맞붙은 일본 시리즈에서는 5경기에 3번 타자 겸 좌익수로 선발 출전했는데 특히 2차전에서는 8회에 역전 적시타를 날리는 맹활약을 보였다. 1975년에도 타율 0.301를 기록하여 타율 부문에서 6위에 올랐고 이듬해인 1976년 4월 17일 다이헤이요 클럽 라이온스전(미야기 구장)에서 사이클링 히트를 달성했다. 사이클링 히트를 달성한 경기에서 2개의 3루타를 기록한 것은 도쿠쓰가 사상 최초이다. 1977년에는 올스타전에도 출전했고 1978년 7월 7일부터 9월 30일까지 176타석 연속 무삼진 기록을 남겼다(NPB 역대 5위).
1979년까지 주전으로 활약했지만 이후 출전 기회가 줄어들면서 1982년을 끝으로 현역에서 은퇴했다.
은퇴 후에도 롯데에 남아 스카우트(1983년 ~ 1986년, 1994년 ~ 1995년), 2군 타격 코치(1987년 ~ 1990년, 1993년), 1군 타격 코치(1991년 ~ 1992년), 2군 타격 코치 보좌(1996년) 등을 역임했다. 퇴단 후에는 J SPORTS나 후지 TV 739, CS 프로 야구 뉴스에서 야구 해설을 담당했고 프로 야구 마스터스 리그인 도쿄 드림스에도 참가했다.
2008년도부터 닛폰 방송(뒤에서 보내주고 있는 중계만 출연, 계약상으로는 2012년까지 있었지만 사실상 출연은 2011년까지), 2009년도부터 월드 하이비전 채널(BS12 TwellV)의 야구 해설자로 발탁됐다. 더욱이 닛폰 방송 해설자 시절이던 《쇼 업 나이터》 공식 홈페이지에는 해설자로서 이름은 기재돼 있지 않았지만, 2012년부터 개설된 NRN 공식 홈페이지에는 닛폰 방송의 해설자로서 정식으로 소개되고 있었다. 또한 도쿄 스포츠 전속 평론가도 맡고 있다.

## 에피소드
1979년에 입단한 오치아이 히로미쓰는 도쿠쓰의 좌타자 특유의 능숙한 공을 잡는 법을 타격에 참고했다고 밝혔다.

## 상세 정보

### 출신 학교
- PL가쿠엔 고등학교

### 선수 경력
- 쿠라레 오카야마
- 도쿄 오리온스·롯데 오리온스(1967년 ~ 1982년)

### 수상·타이틀 경력
- 퍼시픽 리그 플레이오프 수위 타자상 : 1회(1974년)

### 개인 기록

#### 첫 기록
- 통산 1000경기 출장 : 1978년 5월 9일 ※역대 199번째

#### 기타
- 사이클링 히트 : 1회(1976년 4월 17일, 대 다이헤이요 클럽 라이온스 전, 현영 미야기 구장) ※역대 27번째, 사이클링 히트 달성 경기에서 3루타 2개를 기록한 것은 사상 최초
- 올스타전 출장 : 1회 (1977년)

### 등번호
- 45(1967년 ~ 1971년)
- 25(1972년 ~ 1982년)
- 73(1987년 ~ 1991년, 1993년)
- 81(1992년)
- 93(1996년)

### 연도별 타격 성적
| 연 도       | 소 속       | 경 기 | 타 석 | 타 수 | 득 점 | 안 타 | 2 루 타 | 3 루 타 | 홈 런 | 루 타 | 타 점 | 도 루 | 도 루 자 | 희 생 번 | 희 생 플 | 볼 넷 | 고 4 | 사 구 | 삼 진 | 병 살 타 | 타 율 | 출 루 율 | 장 타 율 | O P S |
| ----------- | ----------- | ----- | ----- | ----- | ----- | ----- | ------- | ------- | ----- | ----- | ----- | ----- | -------- | -------- | -------- | ----- | ---- | ----- | ----- | -------- | ----- | -------- | -------- | ----- |
| 1967년      | 도쿄 롯데   | 62    | 140   | 131   | 15    | 37    | 2       | 2       | 1     | 46    | 9     | 0     | 1        | 0        | 0        | 8     | 0    | 1     | 24    | 0        | .282  | .329     | .351     | .680  |
| 1968년      | 도쿄 롯데   | 65    | 137   | 121   | 7     | 35    | 9       | 1       | 1     | 49    | 19    | 3     | 1        | 0        | 4        | 10    | 0    | 2     | 18    | 1        | .289  | .343     | .405     | .748  |
| 1969년      | 도쿄 롯데   | 79    | 86    | 81    | 7     | 22    | 3       | 1       | 2     | 33    | 13    | 0     | 0        | 0        | 1        | 4     | 1    | 0     | 4     | 3        | .272  | .302     | .407     | .710  |
| 1970년      | 도쿄 롯데   | 53    | 51    | 47    | 5     | 11    | 2       | 1       | 0     | 15    | 3     | 0     | 0        | 0        | 0        | 3     | 0    | 1     | 6     | 3        | .234  | .294     | .314     | .608  |
| 1971년      | 도쿄 롯데   | 55    | 60    | 55    | 5     | 14    | 3       | 0       | 3     | 26    | 12    | 1     | 1        | 0        | 0        | 3     | 1    | 2     | 6     | 0        | .255  | .317     | .473     | .789  |
| 1972년      | 도쿄 롯데   | 91    | 241   | 219   | 26    | 61    | 11      | 1       | 4     | 86    | 22    | 2     | 1        | 1        | 1        | 20    | 2    | 0     | 22    | 5        | .279  | .338     | .393     | .730  |
| 1973년      | 도쿄 롯데   | 106   | 229   | 213   | 11    | 57    | 6       | 1       | 4     | 77    | 33    | 1     | 9        | 3        | 2        | 11    | 2    | 0     | 14    | 4        | .268  | .301     | .362     | .662  |
| 1974년      | 도쿄 롯데   | 118   | 386   | 362   | 37    | 112   | 18      | 5       | 5     | 155   | 37    | 5     | 4        | 1        | 1        | 20    | 0    | 2     | 14    | 6        | .309  | .348     | .428     | .776  |
| 1975년      | 도쿄 롯데   | 120   | 456   | 425   | 32    | 128   | 17      | 2       | 4     | 161   | 57    | 3     | 5        | 0        | 3        | 27    | 2    | 1     | 20    | 3        | .301  | .342     | .379     | .721  |
| 1976년      | 도쿄 롯데   | 111   | 382   | 355   | 33    | 100   | 17      | 5       | 4     | 139   | 42    | 1     | 8        | 1        | 5        | 16    | 1    | 5     | 23    | 9        | .282  | .318     | .392     | .709  |
| 1977년      | 도쿄 롯데   | 112   | 380   | 348   | 32    | 106   | 20      | 2       | 2     | 136   | 44    | 4     | 2        | 6        | 6        | 19    | 2    | 1     | 15    | 11       | .305  | .337     | .391     | .728  |
| 1978년      | 도쿄 롯데   | 114   | 420   | 391   | 51    | 112   | 18      | 1       | 6     | 150   | 28    | 2     | 2        | 10       | 1        | 14    | 2    | 4     | 7     | 12       | .286  | .317     | .384     | .701  |
| 1979년      | 도쿄 롯데   | 103   | 295   | 269   | 30    | 83    | 11      | 2       | 3     | 107   | 27    | 2     | 1        | 0        | 3        | 21    | 2    | 2     | 6     | 5        | .309  | .359     | .398     | .757  |
| 1980년      | 도쿄 롯데   | 65    | 109   | 101   | 7     | 25    | 8       | 1       | 2     | 41    | 13    | 0     | 0        | 0        | 1        | 7     | 1    | 0     | 3     | 3        | .248  | .294     | .406     | .700  |
| 1981년      | 도쿄 롯데   | 7     | 10    | 10    | 1     | 2     | 0       | 0       | 0     | 2     | 0     | 0     | 0        | 0        | 0        | 0     | 0    | 0     | 0     | 0        | .200  | .200     | .200     | .400  |
| 1982년      | 도쿄 롯데   | 44    | 100   | 94    | 2     | 22    | 2       | 0       | 0     | 24    | 9     | 0     | 0        | 0        | 0        | 6     | 2    | 0     | 6     | 3        | .234  | .280     | .255     | .535  |
| 통산 : 16년 | 통산 : 16년 | 1305  | 3482  | 3222  | 301   | 927   | 147     | 25      | 41    | 1247  | 368   | 24    | 35       | 22       | 28       | 189   | 18   | 21    | 188   | 68       | .288  | .329     | .387     | .716  |

- 도쿄(도쿄 오리온스)는 1969년에 롯데(롯데 오리온스)로 로 구단명을 변경